# (3763) Qianxuesen
(3763) Qianxuesen est un astéroïde de la ceinture principale.

## Description
(3763) Qianxuesen est un astéroïde de la ceinture principale. Il fut découvert le 14 octobre 1980 à Nanking par l'observatoire de la Montagne Pourpre. Il présente une orbite caractérisée par un demi-grand axe de 2,25 UA, une excentricité de 0,10 et une inclinaison de 7,0° par rapport à l'écliptique.

## Compléments